# Altmannsdorf (Wien)
Altmannsdorf war bis 1891 eine eigenständige Gemeinde und gehört heute als Katastralgemeinde zu Wien und ist ein Teil des 12. Wiener Gemeindebezirkes.

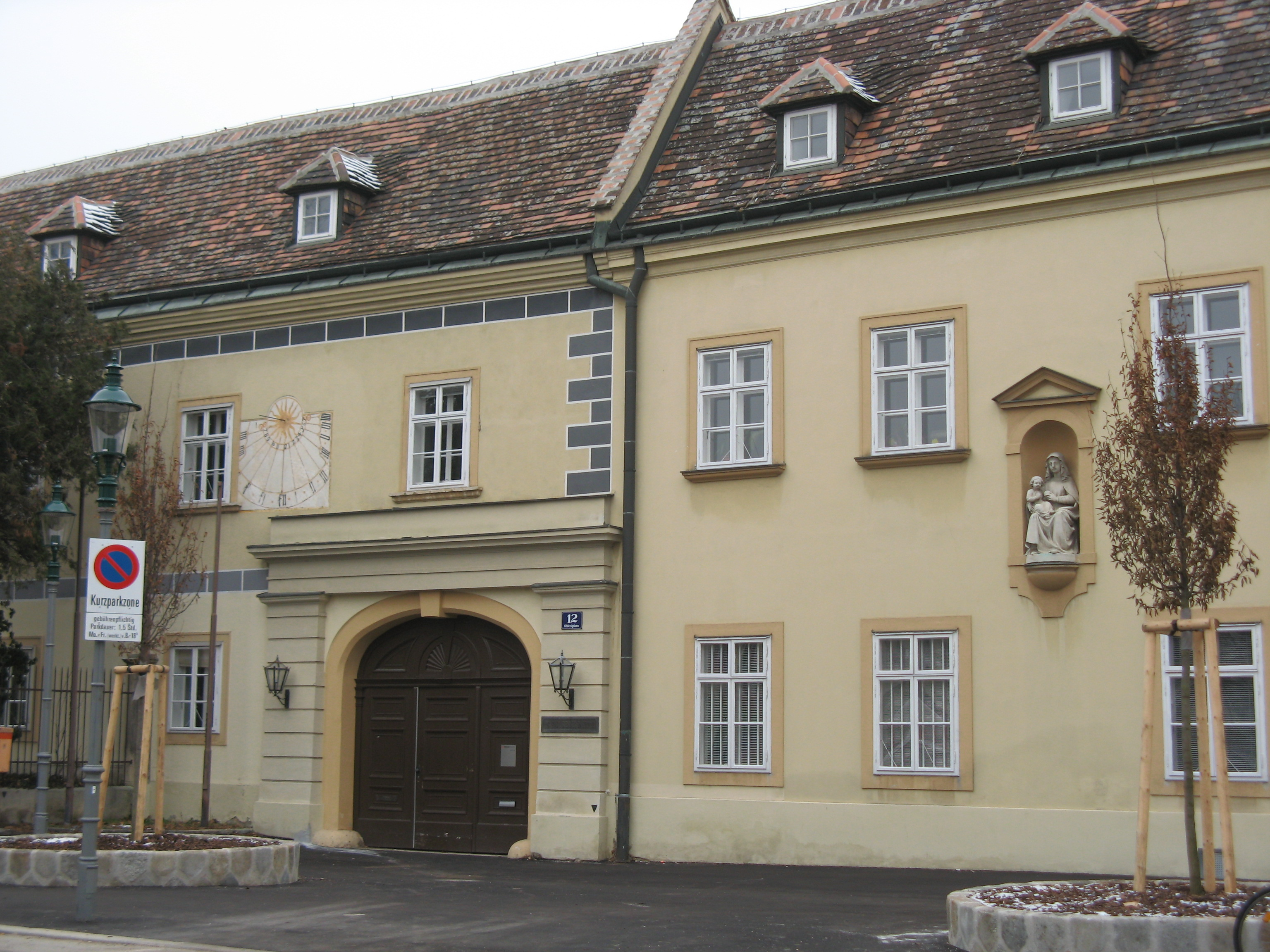
Schloss Altmannsdorf

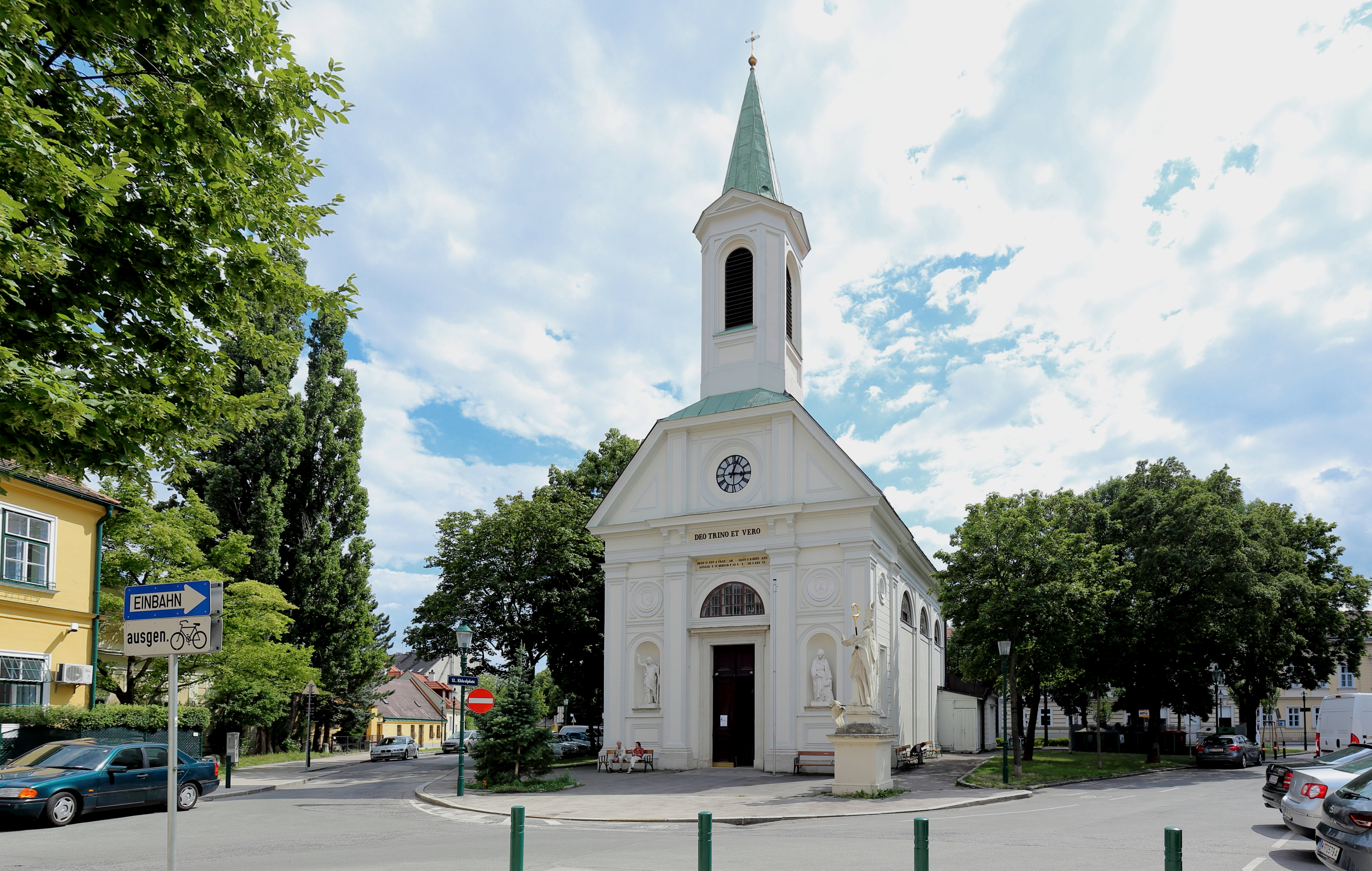
Khleslplatz mit Pfarrkirche hl. Oswald

## Geschichte
Der Ort entstand im 12. Jahrhundert und ist wahrscheinlich nach Bischof Altmann von Passau benannt. Der Khleslplatz (früher Kirchenplatz) ist einer der wenigen dreieckigen Angerplätze, die es in Österreich gibt. Wie 1890 beschlossen wurde, wurde die bisher eigenständige Gemeinde mit Beginn 1892 zum Großteil in Wien eingemeindet. Jedoch wurden 17 % der Fläche mit rund 1 % der Bevölkerung gleichzeitig zu Inzersdorf bei Wien geschlagen. Anfangs als eigener Ort der Gemeinde ausgewiesen, ist es aber schon im Spezialortsrepertorium 1910 in die einheitliche Ortschaft Inzersdorf bei Wien integriert, welche schließlich 1938 eingemeindet wird.
Am Khleslplatz stehen die Altmannsdorfer Pfarrkirche sowie der ehemalige Wirtschaftshof (Schloss Altmannsdorf) der Augustiner-Eremiten, in dem bis 2018 das Dr.-Karl-Renner-Institut, die politische Akademie der SPÖ, zu finden war. Heute ist Altmannsdorf zunehmend verstädtert. Unter anderem befindet sich eine ehemalige Kabelfabrik in Altmannsdorf, die für Wohnzwecke neu verwendet wird. Außerdem befindet sich die städtische Großwohnhausanlage Am Schöpfwerk in Altmannsdorf, welche nach der Schöpfwerk-Anlage eines Eiswerkes benannt ist.
Khleslplatz und Umgebung sind von der Stadt Wien als bauliche Schutzzone definiert.

## Geographie

### Lage

Altmannsdorf und seine Umgebung 1872 (Aufnahmeblatt der Landesaufnahme)

Altmannsdorf grenzt im Westen an Hetzendorf. Die Grenze verläuft in der Breitenfurter Straße zwischen der Kirchfeldgasse und Haus 112, danach verläuft die Grenze westlich, aber parallel zur Breitenfurter Straße (die letzten Altmannsdorfer Häuser in den Quergassen sind Stachegasse 11 und 12, Biedermanngasse 28 und 29 und Hetzendorfer Straße 50 und 55). Danach verläuft die Grenze am östlichen Rand der Eckartsaugasse (Häuser 7 bis 1). Schließlich macht die Grenze einen Knick und verläuft westlich der Südbahn parallel zu dieser, wobei der Abstand Südbahn – Grenze immer größer wird. Die Edelsinnstraße wird knapp nicht erreicht, da die Grenze einen Knick nach Osten macht. Von nun an verläuft sie in der Mitte und später (ab Haus 49) am südlichen Rand der Wienerbergstraße. Hier grenzt Altmannsdorf im Norden an Meidling. Im Osten grenzt Altmannsdorf an Inzersdorf-Stadt. Die Grenze verläuft in der Eibesbrunnergasse, dann in der Straße Am Schöpfwerk, in der Nauheimergasse, ab hier grenzt Altmannsdorf an Inzersdorf, dann verläuft die Grenze ein Stück in der Zanaschkagasse und dann südlich der A23, wo sich auch die Bezirksgrenze zum 23. Bezirk befindet. Dann geht die Grenze durch den Jungnickelweg, die Altmannsdorfer Straße und schließlich durch die Kirchfeldgasse. Im Süden grenzt Altmannsdorf hauptsächlich an Inzersdorf, zwischen Jettmargasse und Breitenfurter Straße aber an Atzgersdorf.

## Bildung
In Altmannsdorf gibt es drei öffentliche Volksschulen und zwei öffentliche Hauptschulen.

## Kirchen

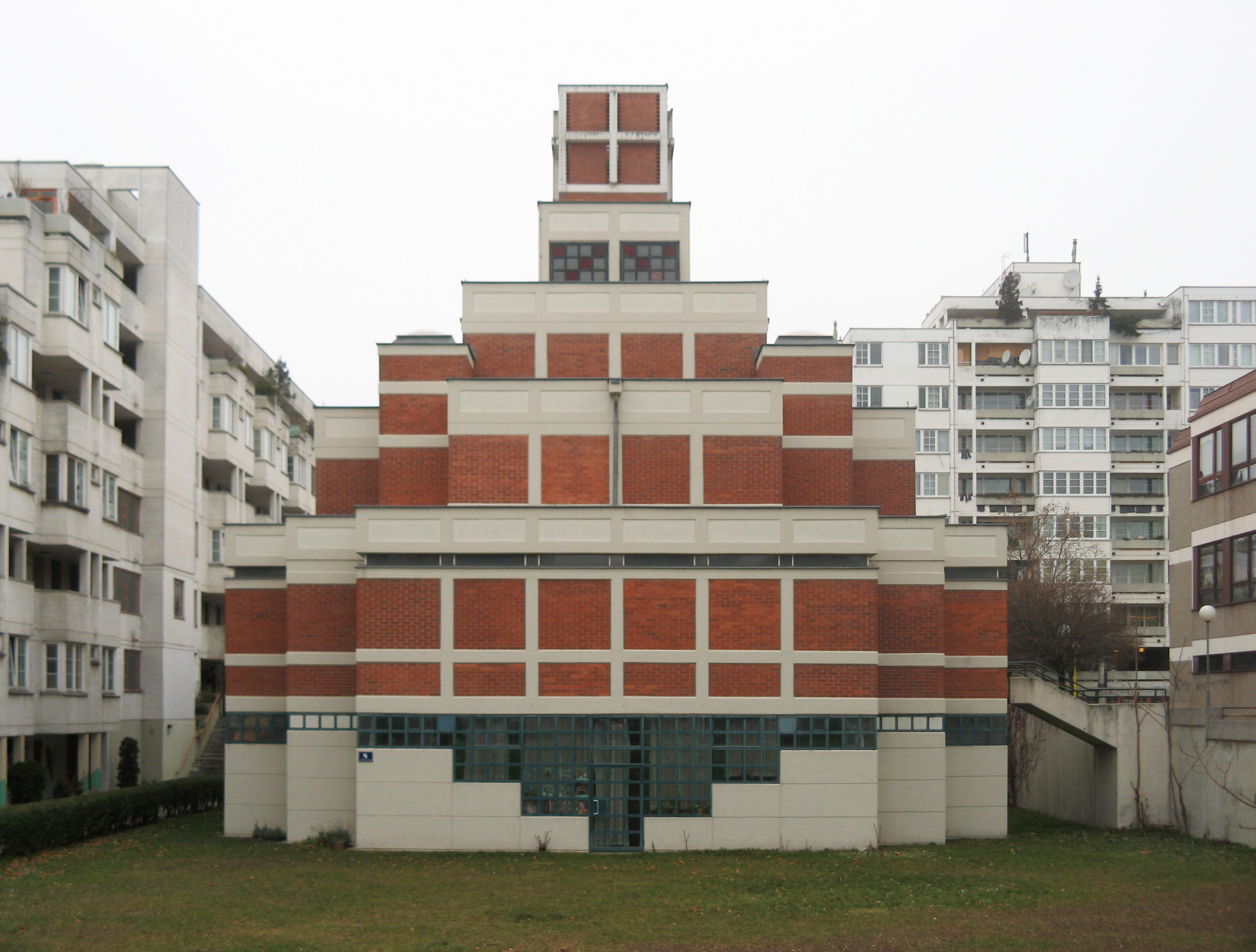
Kirche Am Schöpfwerk

In Altmannsdorf gab es bis 2022 zwei katholische Pfarren. Die Altmannsdorfer Pfarrkirche am Khleslplatz wurde in ihrer derzeitigen Form am 8. September 1839 geweiht, nachdem der Grundherr Johann Hoffmann einen Gewinn in der Warschauer Lotterie gemacht hatte. Sie ist dem heiligen Oswald geweiht. Ursprünglich war Altmannsdorf eine Pfarrfiliale der Pfarrkirche Atzgersdorf. Die andere katholische Pfarrkirche war die Kirche Am Schöpfwerk, die dem heiligen Franz von Assisi geweiht war. Sie wurde am 25. April 1981 geweiht. Die Pfarre am Schöpfwerk war notwendig geworden, weil mit dem Bau der Großwohnhausanlage „Am Schöpfwerk“ viele Menschen katholischer Religion nach Altmannsdorf zuwanderten, für die eine eigene Pfarre benötigt wurde. Die Zahl der Katholiken in diesem Gebiet sank jedoch im Lauf der Jahre von zunächst ca. 5000 auf ca. 1000. Die Pfarre wurde daher aufgelöst und ihr Gebiet wieder der ursprünglich zuständigen Pfarre Altmannsdorf zugeordnet. Die Kirche am Schöpfwerk wurde 2022 von der römisch-katholischen Kirche der serbisch-orthodoxen Kirche zur Nutzung übergeben. Sie wurde dem Akathist der Allerheiligsten Gottesmutter Maria geweiht.
Die Kirche am Wege der evangelisch-lutherischen Pfarre Wien-Hetzendorf liegt trotz ihres Namens in Altmannsdorf. Diese Kirche wurde am 3. Dezember 1972 geweiht.
Der kleine Altmannsdorfer Friedhof bei der U-Bahn-Station Tscherttegasse wurde 1784 angelegt und ist einer von vier noch bestehenden Friedhöfen Meidlings.

## Verkehr

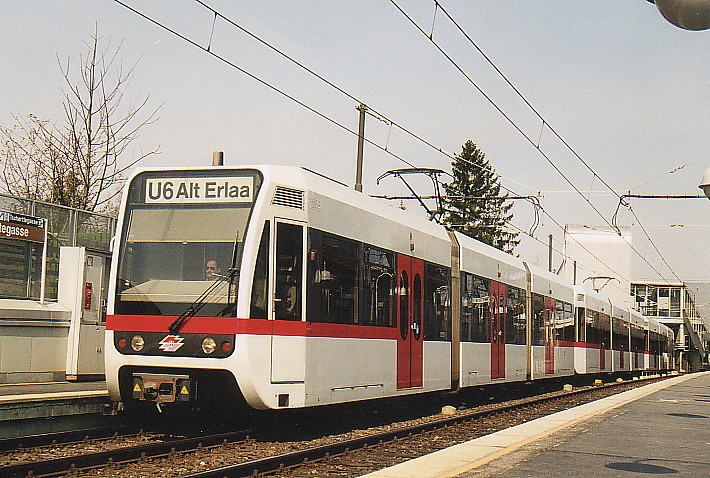
U-Bahn-Zug in der Station Tscherttegasse

Von 1959 bis 1969 führte der Busunternehmer Franz Scholler eine Buslinie vom Schedifkaplatz über Breitenfurter Straße – Oswaldgasse – Khleslplatz – Hetzendorfer Straße – Am Schöpfwerk – Andersengasse bis Thorvaldsengasse. Mit 1. September 1969 übernahmen die Wiener Verkehrsbetriebe diese Buslinie als Linie 8A und verlängerten diese weiter über Am Schöpfwerk – Nauheimergasse – Halban-Kurz-Gasse heutige Zanaschkagasse – Lichtensterngasse. Am 27. September 1979 wurde die Schnellstraßenbahnlinie 64 eröffnet und die Buslinie 8A durch die Linie 16A ersetzt, welche seither statt zur Philadelphiabrücke über die Hetzendorfer Straße zur Schnellbahnstation Hetzendorf führt, zurück über die Sagedergasse. Seit dem Jahr 1995 hat Altmannsdorf Anschluss an das U-Bahn-Netz. Die U-Bahn-Linie U6 bedient die Station Tscherttegasse und Am Schöpfwerk. Früher verkehrte hier die Straßenbahnlinie 64. Außerdem fährt die Badner Bahn durch Altmannsdorf und bedient die Haltestelle Schöpfwerk. Weiters gibt es die Straßenbahnlinie 62 und einige Buslinien. Durch Altmannsdorf führen wichtige Straßen wie die Altmannsdorfer Straße und die Breitenfurter Straße, die Südosttangente A23 hat hier die Anschlussstelle Altmannsdorf.

## Persönlichkeiten
- Johann von Hoffinger (1825–1879), Publizist, Schlossherr von Altmannsdorf
- Othmar Spann (1878–1950), Nationalökonom, Soziologe und Philosoph
- Robert Tüchler (1874–1952), Bischof der altkatholischen Kirche Österreichs